# Sunnyslope (Washington)
Sunnyslope és una concentració de població designada pel cens dels Estats Units a l'estat de Washington. Segons el cens del 2000 tenia 2.521 habitants.

## Demografia
Segons el cens del 2000, Sunnyslope tenia 2.521 habitants, 915 habitatges, i 756 famílies. La densitat de població era de 101,2 habitants per km².
Dels 915 habitatges en un 37,4% hi vivien nens de menys de 18 anys, en un 74,5% hi vivien parelles casades, en un 5,4% dones solteres, i en un 17,3% no eren unitats familiars. En el 13,4% dels habitatges hi vivien persones soles el 6% de les quals corresponia a persones de 65 anys o més que vivien soles. El nombre mitjà de persones vivint en cada habitatge era de 2,76 i el nombre mitjà de persones que vivien en cada família era de 3,02.
Per edats la població es repartia de la següent manera: un 27,4% tenia menys de 18 anys, un 4,6% entre 18 i 24, un 24% entre 25 i 44, un 29,6% de 45 a 60 i un 14,3% 65 anys o més.
L'edat mediana era de 42 anys. Per cada 100 dones de 18 o més anys hi havia 97,8 homes.
La renda mediana per habitatge era de 68.224 $ i la renda mediana per família de 71.447 $. Els homes tenien una renda mediana de 55.156 $ mentre que les dones 36.250 $. La renda per capita de la població era de 28.024 $. Aproximadament el 3,9% de les famílies i el 5,5% de la població estaven per davall del llindar de pobresa.

## Poblacions més properes
El següent diagrama mostra les poblacions més properes.